# راک اسپرینگ (نیومکزیکو)
راک اسپرینگ (به انگلیسی: Rock Springs) یک منطقهٔ مسکونی در ایالات متحده آمریکا است که در شهرستان مک‌کینلی واقع شده‌است. راک اسپرینگ ۱۵٫۶ کیلومتر مربع مساحت و ۵۵۸ نفر جمعیت دارد و ۲٬۰۰۶ متر بالاتر از سطح دریا واقع شده‌است.